# Joan Sebastian
José Manuel Figueroa Sr. (Juliantla, Guerrero; 8 de Abril de 1951 — 13 de julho de 2015), melhor conhecido como Joan Sebastian, foi um cantor e compositor mexicano. Ele escreveu mais de mil canções, incluindo composições para Vicente Fernández, Lucero, Pepe Aguilar e Rocío Dúrcal.
Em 2016, foi indicado aos Grammy Latinos de Melhor Canção Regional Mexicana por sua canção "Volvi Pa'l Pueblo" e Melhor Álbum Folclórico pelo álbum de mesmo nome.